# Гулар, Изабель
Мария Изабел Гулар Дораду (порт. Maria Izabel Goulart Dourado) — бразильская супермодель, более известная как одна из ангелов Victoria’s Secret.
Изабель родилась 23 октября 1984 года в Сан-Карлус (Сан-Паулу), Бразилия. У неё итальянские и бразильские корни, в семье помимо неё четыре брата и сестра.
В 14 лет переехала в столицу штата Сан-Паулу, где начала работать моделью. Участвовала в показах Oscar de la Renta, Valentino, Dolce and Gabbana, Chanel, Michael Kors, Ralph Lauren и Stella McCartney.
Изабель снималась для обложек таких журналов, как GQ, Vogue, L’Officiel, Marie Claire и Esquire.
Первое появление на знаменитом Victoria's Secret Fashion Show состоялось в 2005 году, а уже в 2006 году она была в составе «ангелов» Victoria's Secret.